# Cheap Thrills (chanson de Sia)
Pour les articles homonymes, voir Cheap Thrills (homonymie).
Singles de Sia feat. Sean Paul
Alive
(2015) The Greatest
(2016)
Cheap Thrills est une chanson de l'auteur-compositrice-interprète australienne Sia. C'est le deuxième single de l'album This Is Acting, sorti en 2016.
Il s'agit du deuxième plus gros succès de Sia, derrière le tube Chandelier et devant Big Girls Cry et Elastic Heart.
Le titre se décline en deux versions différentes, une solo et une en duo avec Sean Paul. La version la plus diffusée sur les chaînes musicales reste la version solo, tandis que celle du duo est plus diffusée en radio. De plus, c'est cette version qui est la plus vue sur internet.
La chanson est réalisée par Sia elle-même et Greg Kurstin.

## Liste des pistes
1. Cheap Thrills (album version) - 3:30
2. Cheap Thrills [Remix] (featuring Sean Paul) - 3:44

## Clip vidéo
La lyric vidéo du remix avec Sean Paul est sortie le 10 février 2016 et le clip du morceau solo est sorti le 21 mars 2016.
À ce jour, le vidéo clip du remix totalise un peu plus d'1,8 milliard de vues sur internet, alors qu'elle ne totalise qu'un peu plus de 850 millions de vues dans sa version solo.
Le clip de la version remixée met en scène de vieilles images en noir et blanc. Le clip de la version solo met en scène une fois de plus la jeune danseuse Maddie Ziegler — ayant déjà participé aux clips des tubes Chandelier, Big Girls Cry, Elastic Heart et The Greatest — avec deux garçons, vêtus de justaucorps beiges rappelant ceux des clips précédent, ils exécutent tous trois une danse sur une scène, devant un fond violet, du début jusqu'à la fin de la chanson. Pour la première fois Sia apparaît dans un de ses clips vidéos (chose qu'elle n'avait pas faite depuis son titre Chandelier), toujours en dissimulant la moitié de son visage, dans le clip elle est coiffée d'une perruque blonde et brune — tout comme les autres danseurs — et surmontée d'un nœud papillon dans les cheveux. Elle apparaît dans le fond à gauche en train de chanter le morceau sur une estrade avec un micro sur pied devant elle, aucun gros plan n'est fait sur elle. Elle participe à un moment donné à la danse, en dissimulant les yeux d'un danseur — en formant une fausse paire de lunettes avec ses mains — qui se place devant elle, qui lui-même dissimule les yeux des autres danseurs placés en file devant lui.

## Classements
| Classement (2016)                         | Meilleure position |
| ----------------------------------------- | ------------------ |
| Allemagne (Media Control AG)              | 1                  |
| Autriche (Ö3 Austria Top 40)              | 1                  |
| Australie (ARIA)                          | 6                  |
| Belgique (Flandre Ultratop 50 Singles)    | 3                  |
| Belgique (Wallonie Ultratop 50 Singles)   | 1                  |
| Canada (Billboard Canadian Hot 100)       | 1                  |
| Danemark (Tracklisten)                    | 2                  |
| Espagne (PROMUSICAE)                      | 3                  |
| États-Unis (Billboard Hot 100)            | 1                  |
| Finlande (Suomen virallinen lista)        | 4                  |
| France (SNEP)                             | 1                  |
| Grèce (Billboard)                         | 1                  |
| Hongrie (Rádiós Top 40)                   | 1                  |
| Irlande (Irish Singles Chart)             | 1                  |
| Israël (Media Forest)                     | 1                  |
| Italie (FIMI)                             | 1                  |
| Luxembourg (Billboard)                    | 1                  |
| Norvège (VG-lista)                        | 3                  |
| Nouvelle-Zélande (RMNZ)                   | 3                  |
| Pays-Bas (Single Top 100)                 | 3                  |
| Tchéquie (IFPI Rádio)                     | 1                  |
| Royaume-Uni (The Official Charts Company) | 2                  |
| Slovaquie (IFPI Rádio)                    | 1                  |
| Suède (Sverigetopplistan)                 | 1                  |
| Suisse (Schweizer Hitparade)              | 2                  |
| Suisse (Romandie)                         | 1                  |